# لاکاتامیا
لاکاتامیا
شهر لاکاتامیا (به یونانی: Λακαταμια) در ناحیه نیکوزیا در کشور قبرس واقع شده‌است. جمعیت این شهر ۲۸٫۹۴۳ نفر است.